# Козуби (Лодзинське воєводство)
Козуби (пол. Kozuby) — село в Польщі, у гміні Ленчиця Ленчицького повіту Лодзинського воєводства.
Населення — 221 особа (2011).
У 1975-1998 роках село належало до Плоцького воєводства.

## Демографія
Демографічна структура станом на 31 березня 2011 року:
|          | Загалом | Допрацездатний вік | Працездатний вік | Постпрацездатний вік |
| -------- | ------- | ------------------ | ---------------- | -------------------- |
| Чоловіки | 104     | 20                 | 69               | 15                   |
| Жінки    | 117     | 21                 | 71               | 25                   |
| Разом    | 221     | 41                 | 140              | 40                   |